# جامعة شوبيكا الوطنية للصحة
جامعة شوبيكا الوطنية للصحة مؤسسة تعليم عالي أوكرانية، (بالأوكرانية: Національний університет охорони здоров'я України імені П.Л. Шупика) هي جامعة تقع في كييف عاصمة أوكرانيا. أُسِّسَت هذه الجامعة في سنة 1918.